# 亞布斯
亞布斯是蘇丹東南部的小鎮，位於青尼羅省的亞布斯河畔，毗鄰埃塞俄比亞和南蘇丹，鎮上有機場設施。2011年5月，蘇丹政府軍威脅入侵被蘇丹人民解放軍佔據的亞布斯，人道救援組織被迫撤離該地區。